# Electric Warrior
Electric Warrior é o segundo álbum de estúdio da banda britânica de rock T. Rex e o sexto álbum de estúdio desde sua estreia em 1968 como Tyrannosaurus Rex. Foi lançado em 24 de dezembro de 1971 pela Fly Records e Reprise Records, respectivamente, no Reino Unido e nos Estados Unidos. O álbum marcou um ponto de virada na sonoridade da banda, afastando-se da música folk e desbravando uma versão extravagante do rock and roll, conhecida como glam rock.
O disco alcançou a primeira posição na tabela musical britânica, tornando-se o álbum mais vendido de 1971. O single "Get It On" alcançou o top dez na parada musical Billboard Hot 100 dos Estados Unidos. Reintitulado "Bang a Gong (Get It On)" pelo selo norte-americano, também tornou-se o único sucesso da banda naquele território. Desde então, Electric Warrior foi aclamado como um marco fundamental do glam rock, tendo uma profunda influência sobre músicos posteriores de diferentes gêneros musicais.
Em 2003, o álbum foi classificado como número 160 pela revista estadunidense Rolling Stone em sua lista dos "500 Maiores Álbuns de Todos os Tempos", mantendo a posição em uma revisão da lista em 2012, porém caindo para o número 188 em outra revisão em 2020.

## Arte da capa
A capa foi produzida pelo grupo artístico britânico Hipgnosis, baseada em uma foto tirada por Kieron "Spud" Murphy em um show da banda. As artes do encarte, apresentando retratos do guitarrista Marc Bolan e do percussionista Mickey Finn, foram feitas pelo artista inglês George Underwood.

## Lançamento
Electric Warrior foi lançado em 24 de setembro de 1971 pela Fly Records no Reino Unido, e pela Reprise Records nos Estados Unidos. Ele foi para a primeira posição na tabela britânica de álbuns, permanecendo por oito semanas. O álbum permaneceu nesta por um total de 44 semanas. Foi precedido pelo single "Hot Love", que permaneceu no número um por seis semanas. Nos Estados Unidos, Electric Warrior alcançou a 32ª posição na parada musical Billboard 200.
Dois singles foram lançados do álbum: "Get It On" e "Jeepster". "Get It On" foi o single mais vendido do T. Rex, e se tornou o único sucesso da banda no top 10 norte-americano. Nos Estados Unidos, o título de "Get It On" foi alterado para "Bang a Gong (Get It On)" para distingui-lo da canção de mesmo nome do grupo Chase, que também foi lançada no final de 1971.

## Legado
O álbum é creditado como o primeiro álbum de glam rock, sendo pioneiro no desenvolvimento da cena.
O vocalista Paul Weller, do Jam, citou-o como um de seus discos favoritos de todos os tempos, saudando a guitarra de Bolan como "realmente única, você reconhece o som dele instantaneamente." Lol Tolhurst do Cure disse que eles ouviam o álbum durante seus anos de formação: "Nós estávamos ouvindo T. Rex neste momento. (...) Lembro que Robert (Smith) tinha uma cópia de Electric Warrior". A guitarrista do Slits, Viv Albertine, também mencionou um gosto especial por esse álbum por "todo o som, toda a coisa caricatural, sexual e humorística; é muito inglês também. Acho que Prince tirou muito de Bolan". O principal parceiro de PJ Harvey, John Parish, incluiu-o em seus favoritos: "Quando estou trabalhando (...) tenho o dever de pelo menos tentar fazer algo tão doce e irresistível como isso". O vocalista do Primal Scream, Bobby Gillespie, citou "Get It On" como uma de suas canções pop favoritas de todos os tempos, acrescentando: "Quando eu estava crescendo, os singles eram uma declaração de arte (...) Pessoas como (...) T. Rex estava mudando o tempo todo. Como fã, você queria saber o que eles iriam vestir (...)"
| “                           | Eu acho que Electric Warrior, para mim, é o primeiro álbum (que é uma) declaração de 1971 para nós da Inglaterra. Quero dizer, (...) se alguém alguma vez quisesse saber por que éramos grandes em outra parte do mundo, esse álbum diz isso, para mim. | ” |
| — Marc Bolan em entrevista. | |   |

## Lista de faixas
Todas as faixas escritas e compostas por Marc Bolan. 
| Lado um        |                    |         |  |
| N.º            | Título             | Duração |  |
| 1.             | "Mambo Sun"        | 3:40    |  |
| 2.             | "Cosmic Dancer"    | 4:30    |  |
| 3.             | "Jeepster"         | 4:12    |  |
| 4.             | "Monolith"         | 3:49    |  |
| 5.             | "Lean Woman Blues" | 3:02    |  |
| Duração total: | Duração total:     | 18:33   |  |

| Lado dois      |                 |         |  |
| N.º            | Título          | Duração |  |
| 1.             | "Get It On"     | 4:27    |  |
| 2.             | "Planet Queen"  | 3:13    |  |
| 3.             | "Girl"          | 2:32    |  |
| 4.             | "The Motivator" | 4:00    |  |
| 5.             | "Life's a Gas"  | 2:24    |  |
| 6.             | "Rip Off"       | 3:40    |  |
| Duração total: | Duração total:  | 19:36   |  |

## Ficha técnica
T. Rex
- Marc Bolan – vocais principais, guitarras
- Mickey Finn – percussão
- Steve Currie – baixo elétrico
- Bill Legend – bateria

Músicos adicionais
- Howard Kaylan e Mark Volman – vocais de apoio
- Rick Wakeman – teclados
- Ian McDonald – saxofone
- Burt Collins – fliscorne

Produção
- Tony Visconti – produção
- Roy Thomas Baker – engenharia de som
- George Marino – masterização de áudio
- Martin Rushent – operação das fitas
- George Underwood – arte da capa, artes do encarte

## Posição nas tabelas musicais
| Tabelas musicais (1971–1972)   | Melhor posição |
| ------------------------------ | -------------- |
| Austrália (Kent Music Report)  | 15             |
| Reino Unido (OCC)              | 1              |
| Estados Unidos (Billboard 200) | 32             |